# Daniel Freixes i Melero
Daniel Freixes i Melero   (Barcelona, 1946) és un arquitecte català, especialista en la rehabilitació d'espais arquitectònics i en el disseny d'espais efímers.

## Biografia
Va néixer el 1946 a la ciutat de Barcelona. La seva activitat professional se centra en el despatx d'arquitectes "Varis Arquitectes", al costat de Vicente Miranda, Eulàlia González i Vicenç Bou.

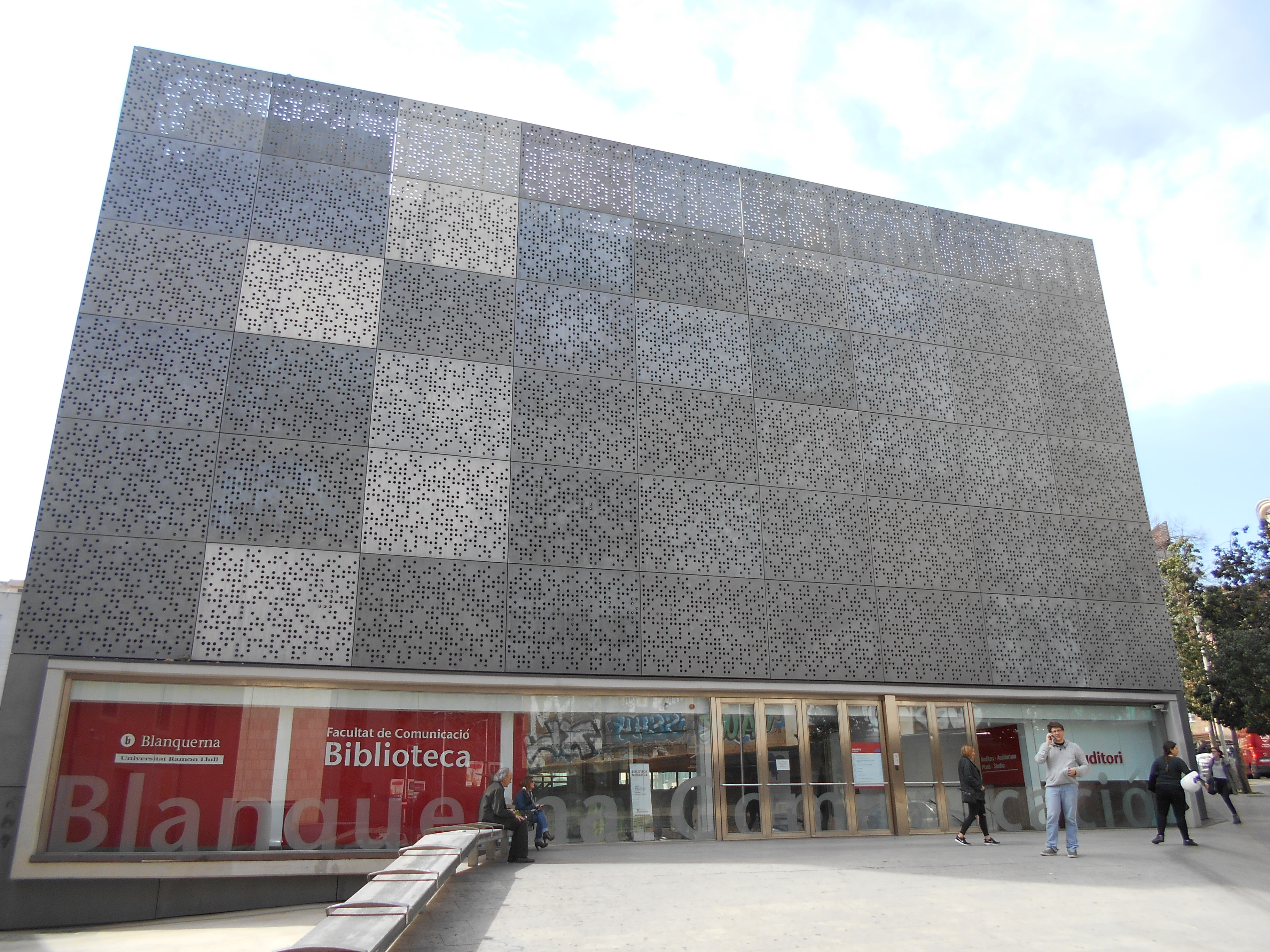
Biblioteca de la Facultat Blanquerna (1994-1996), de Daniel Freixes, Vicente Miranda, Vicenç Bou i Eulàlia González.

L'any 2001 fou guardonat amb el Premi Nacional de Disseny, concedit pel Ministeri de Ciència i Tecnologia i la Fundació BCD (Barcelona Centre de Disseny), per la realització, entre d'altres, del projecte museogràfic del Museu de la Pesca de Palamós. L'any 2007 ha estat guardonat amb el Premi Nacional d'Arquitectura i Espai Públic concedit per la Generalitat de Catalunya pel Museu de les Mines de Gavà. Ha dissenyat la roda panoràmica Giradabo del Parc d'Atraccions del Tibidabo (Barcelona). L'abril de 2015 s'encarregar de l'obra d'execució del seu projecte arquitectònic del Museu Casteller de Catalunya a Valls.

## Obra artística
Entre les seves obres destaquen el Parc del Clot, la Facultat de Ciències de la Comunicació de la Universitat Ramon Llull, la cocteleria Zsa-Zsa a Barcelona, el Museu de la Pesca de Palamós i l'Espai del Peix, a Palamós, el parc temàtic Felifonte a Tàrent (Itàlia), un conjunt d'habitatges plurifamiliars a Barcelona (en col·laboració amb Virgínia Figueras) i un altre a Reus (en col·laboració amb Josep Llobet). Així mateix també ha desenvolupat les exposicions "Cent anys a Barcelona: Mariscal al moll de la Fusta" i "El Dublín de James Joyce" a Barcelona, els muntatges multimèdia "¡Tierra!" al Pavelló de la Navegació de l'Exposició Universal de Sevilla de 1992 i "El món de Cister a Catalunya" al Monestir de Santes Creus,
Així mateix també ha treballat en els projectes de remodelació del Parc d'Atraccions Tibidabo de Barcelona (en col·laboració amb Eulàlia Bosch), el Museu de la Música de Barcelona (en col·laboració amb Rafael Moneo i Andreu Arriola), el Museu de les Mines Arqueològiques de Gavà, el Museu de la Vida Rural de l'Espluga de Francolí, el VINSEUM Museu de les cultures del vi de Catalunya a Vilafranca del Penedès, el Museu del Parc de la Prehistòria de Teberga (Astúries) i el nou Conservatori Superior de Música del Liceu de Barcelona.
Així mateix ha participat activament en el desenvolupament del Centenari de l'Institut d'Estudis Catalans mitjançant la realització d'una exposició, i des de 2015 es construeix a la ciutat de Valls Món Casteller. Museu Casteller de Catalunya, nou equipament cultural i turístic a partir del projecte arquitectònic de Freixes.